# Hegyi Imre (szerkesztő)
Hegyi Imre (Ózd, 1932. május 27. – Budapest, 2014. június 27.) magyar karnagy, újságíró, riporter.

## Életpályája
Hegyi Pál és Boskó Mária gyermekeként született.
A Budapesti Műszaki és Gazdaságtudományi Egyetem Építészmérnöki Karán tanult. Ezután magánúton végezte el a Zeneakadémia zongora szakát. A Népművelési Intézet karvezetőképzőjében is tanult.
Építészhallgatóként az alakuló Magyar Állami Népi Együttesbe került, hivatásos énekes, majd betanító karnagy volt 35 éven át. A megalakuló Állami Énekkarnál Pászti Miklóssal az első magyar profi oratóriuménekkart szervezte meg. 1965-től Kovalik Mártával rádiós tényfeltáró, oknyomozó dokumentumműsorokat készített. 1995-től a Józsefváros című lap szerkesztője. A Magyar Állami Népi Együttes, a Magyar Rádió és a MÚOSZ örökös tagja.

## Műsorai
- Húszas stúdió
- Névjegy
- Pléh-boy (1978)

## Díjai
- SZOT-díj (1980)
- Rádiókritikusok díja (1982)
- Pour l'Ensemble-díj (1988)
- MÚOSZ-díj (1988)
- Magyar Rádiózásért díj (1992)
- Toleranciadíj (1993, 1995, 1998, 2000)
- Joseph Pulitzer-emlékdíj (1995)
- a Rádió Nívódíja (1997)
- Gálffy Ignác-életműdíj (2004)
- Darvas József-díj (2006)
- Aranytoll (2013)